# NART
NART, ook wel bekend als de Narva Art Residency (Ests: Narva kunstiresidentuur), is een kunstmuseum, bioscoop en kunstenaarsresidentie in de Estse stad Narva. Het is gevestigd in de historische villa van Ludwig Knoop, de voormalige directeur van Kreenholm, en fungeert sinds 2015 als kunstenaarsresidentie. Het gebouw dateert uit de tsaristische periode en werd gebouwd in 1857. Naast een internationaal kunstenaars-in-residentieprogramma, betrekt het ook de lokale gemeenschap met workshops, filmvertoningen en historische rondleidingen. De instelling wordt geëxploiteerd door de Estische Kunstacademie in samenwerking met de gemeente Narva en ontvangt financiële steun van het Estse ministerie van Cultuur.